# Gare de Kotoni
La gare de Kotoni (琴似駅, Kotoni-eki) est une gare ferroviaire de la ville de Sapporo, à Hokkaidō au Japon. Elle est exploitée par la compagnie JR Hokkaido.

## Situation ferroviaire
La gare est située au point kilométrique (PK) 282,5 de la ligne principale Hakodate.

## Histoire
La gare a été inaugurée le 28 novembre 1880.

## Service des voyageurs

### Accueil
La gare dispose d'un bâtiment voyageurs, avec guichets, ouvert tous les jours.

### Desserte
- Ligne principale Hakodate :
  - voie 1 : direction Otaru
  - voie 2 : direction Sapporo, Iwamizawa et Aéroport de Shin-Chitose

### Intermodalité
La station Kotoni du métro de Sapporo est située à environ 700 m au sud de la gare.